# Petrus Wacker
Petrus Wacker (* 1. August 1868 in Kickenbach; † 1. Januar 1952 in Reiningue) war ein deutscher Zisterzienser und von 1912 bis 1949 Abt der Abtei Oelenberg.

## Leben
Wacker studierte Theologie in Münster und trat 1891 in die Abtei Oelenberg ein. 1897 wurde er in Rom zum Priester geweiht und 1898 in Kirchenrecht promoviert, welches Fach er in den folgenden Jahren an der Ölenberger Hauslehranstalt lehrte. 1908 wurde er Subprior und 1912 zum Abt gewählt.
Während seiner Amtszeit wurde die Abtei Ölenberg zweimal, im Ersten Weltkrieg und im Zweiten Weltkrieg, zerstört und wieder aufgebaut. Für die deutschen Mönche, die nach dem Ersten Weltkrieg nicht mehr im französischen Elsass bleiben konnten, gründete er 1925 unter der Leitung seines Sekretärs Gregor Eisvogel ein neues Kloster im Stift Engelszell in Oberösterreich.
1949 legte Wacker sein Amt aus Altersgründen nieder. Er starb 1952 nach mehreren Schlaganfällen.